# ليزلي مورتون
ليزلي مورتون (بالإنجليزية: Lesley Morton)‏ هي عداءة المسافات الطويلة نيوزيلندية، ولدت في 25 ديسمبر 1963 في كرويدون في المملكة المتحدة.

## وصلات خارجية
- ليزلي مورتون على موقع الاتحاد الدولي لألعاب القوى (الإنجليزية)
- ليزلي مورتون على موقع أوليمبيديا (الإنجليزية)